# Michael Taubenheim
Michael Taubenheim, (ur. 24 maja 1968 r. w Berlinie), niemiecki fotograf
Artysta specjalizujący się w czarno-białej fotografii aktu, głównie męskiego. Nie posiada profesjonalnego wykształcenia w dziedzinie fotografii a z zawodu jest stolarzem.
Karierę zawodową rozpoczął w wieku dwudziestu lat. W 1990 r. rozpoczął publikację swoich zdjęć w wydawnictwie Euros. W 1996 r. niemieckie wydawnictwo Bruno Gmünder Verlag wydało pierwszy, duży album jego prac. Zawierał on m.in. własne akty fotografa oraz akty jego rodziców, partnera oraz najbliższych przyjaciół. Obecnie jest dyrektorem generalnym tego wydawnictwa.
Jest również dyrektorem wytwórni filmów erotycznych "Cazzo Film Berlin" z siedzibą w Berlinie

## Wybór prac
- 1996: Taubenheim Fotografien, ISBN 3-86187-064-9
- 1999: Perfect couples, ISBN 3-86187-144-0
- 2003: Fotografien (Postcard Book), ISBN 3-86187-120-3